# Pudlikajmy
Pudlikajmy (deutsch Pudelkeim) ist ein Dorf in der polnischen Woiwodschaft Ermland-Masuren. Es gehört zur Landgemeinde Górowo Iławeckie (Landsberg) im Powiat Bartoszycki (Kreis Bartenstein).

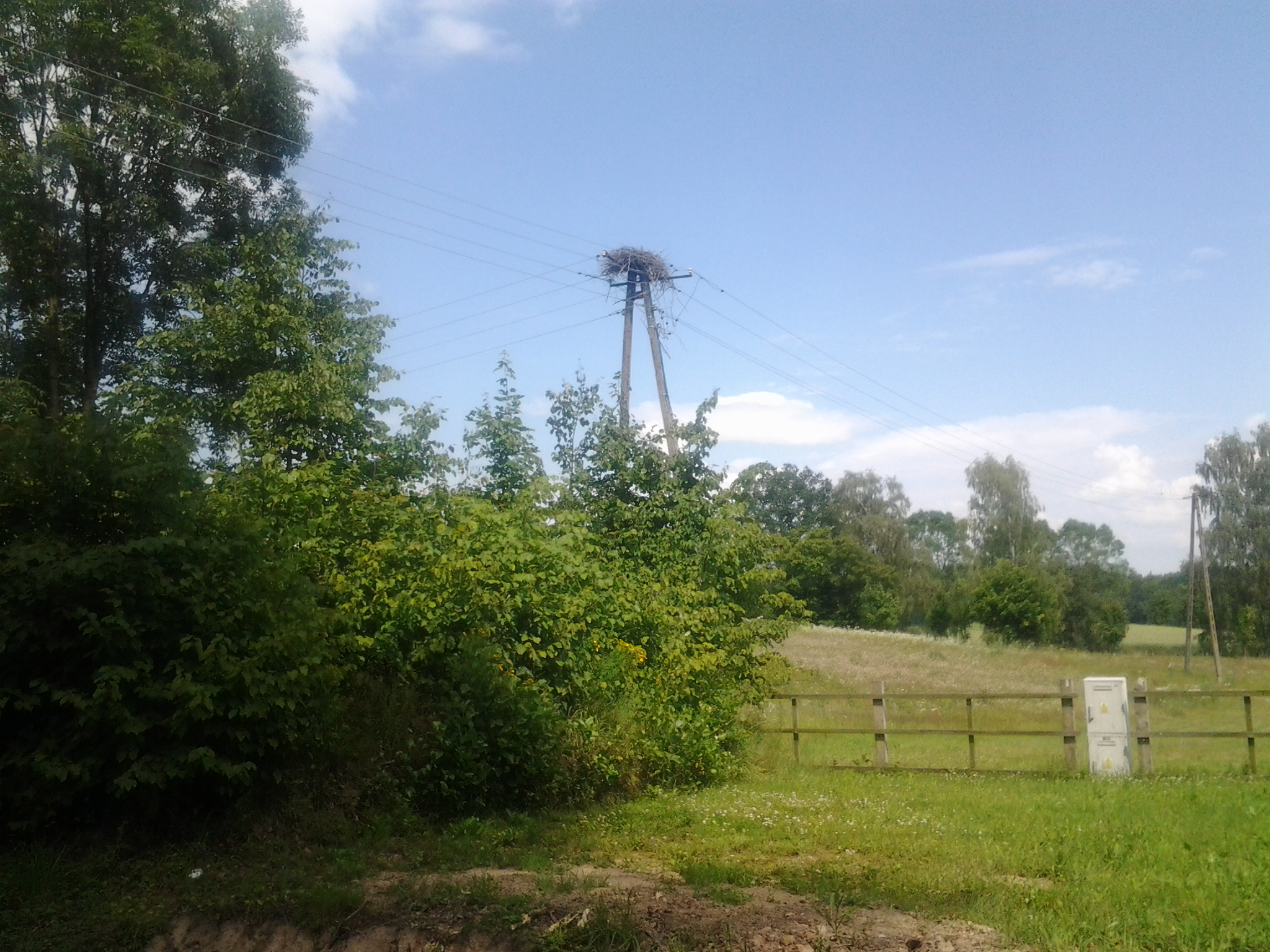
Storchennest in Pudlikajmy

## Geographische Lage
Pudlikajmy liegt im Nordwesten der Woiwodschaft Ermland-Masuren, 24 Kilometer südwestlich der heute auf russischem Hoheitsgebiet gelegenen früheren Kreisstadt Preußisch Eylau (russisch Bagrationowsk) bzw. 23 Kilometer südwestlich der jetzigen Kreismetropole Bartoszyce (deutsch Bartenstein).

## Geschichte
Gegründet wurde der seinerzeit Rittersdorf, erst nach 1374 Pudelkeim genannte Ort um 1350. Als 1874 der Amtsbezirk Nerfken (polnisch Nerwiki) im ostpreußischen Kreis Preußisch Eylau gebildet wurde, gehörte die Landgemeinde Pudelkeim von Anfang an dazu. Die Einwohnerzahl Pudelkeims belief sich im Jahre 1910 auf 134, und sie steigerte sich bis 1933 auf 196 bzw. bis 1939 auf 181.
Im Jahre 1945 wurde in Kriegsfolge das gesamte südliche Ostpreußen an Polen abgetreten. Pudelkeim erhielt die polnische Namensform „Pudlikajmy“ und ist heute eine Ortschaft innerhalb der Gmina Górowo Iławeckie (Landgemeinde Landsberg) im Powiat Bartoszycki (Kreis Bartenstein), von 1975 bis 1998 der Woiwodschaft Olsztyn, seither der Woiwodschaft Ermland-Masuren zugehörig.

## Religion
Bis 1945 war Pudelkeim in das Kirchspiel der evangelischen Kirche Petershagen (Ostpreußen) (polnisch Pieszkowo) in der Kirchenprovinz Ostpreußen der Kirche der Altpreußischen Union eingegliedert.
Pudlikajmy gehört jetzt zu derselben Pfarrkirche in dem jetzt Pieszkowo genannten Ort, die nun St.-Maria-Magdalenen-Kirche heißt und dem römisch-katholischen Erzbistum Ermland zugeordnet ist.

## Verkehr
Pudlikajmy liegt westlich der polnischen Woiwodschaftsstraße 511 (frühere deutsche Reichsstraße 142), die von der polnisch-russischen Staatsgrenze (EU- Außengrenze) bis nach Lidzbark Warmiński (Heilsberg) verläuft. Zwischen Pieszkowo (Petershagen) und Lidzbark Warmiński zweigt eine Stichstraße nach Pudlikajmy ab.
Ein Bahnanschluss besteht nicht.